# Kalkere, Koratagere
Kalkere là một làng thuộc tehsil Koratagere, huyện Tumkur, bang Karnataka, Ấn Độ.